# Ацефалия
Ацефалия — порок внутриутробного развития плода человека и животных, выражающийся в отсутствии головного мозга. Встречается редко, с жизнью несовместим. Как правило, сопровождается недоразвитием и других органов.
Возможно развитие паразитического ацефального (без головы и сердца) близнеца, не способного к самостоятельному существованию.